# 포이운수
포이운수(浦二運輸)는 서울특별시 강남구의 마을버스 업체이고, 본사는 서울특별시 강남구 개포로22길 102, 201호 (개포동)에 위치해 있다. 계열사로는 서울특별시 서초구 마을버스 업체인 광일운수가 있다.

## 운행 노선
- ● 강남02번 : 포이초등학교 ↔ 양재역 (구 강남마을 10번)

## 보유차량
전 차종이 현대 그린시티로 운행한다.